# Rot-Weiss Essen 1982-1983
Questa voce raccoglie le informazioni riguardanti il Rot-Weiss Essen nelle competizioni ufficiali della stagione 1982-1983.

## Stagione
Nella stagione 1982-1983 il Rot Weiss Essen, allenato da Aleksander Mandziara e Rolf Bock, concluse il campionato di 2. Bundesliga al 14º posto. In Coppa di Germania il Rot Weiss Essen fu eliminato al primo turno dal Borussia Dortmund.

## Rosa
| N. |                     | Ruolo | Calciatore              |
| -- | ------------------- | ----- | ----------------------- |
|    | Germania (bandiera) | P     | Carsten Hallmann        |
|    | Germania (bandiera) | P     | Dirk Schomburg          |
|    | Germania (bandiera) | D     | Helmut Gorka            |
|    | Germania (bandiera) | D     | Karl-Heinz Gundersdorff |
|    | Germania (bandiera) | D     | Dietmar Klinger         |
|    | Germania (bandiera) | D     | Rudi Müller             |
|    | Germania (bandiera) | D     | Dirk Pusch              |
|    | Germania (bandiera) | D     | Karl Richter            |
|    | Germania (bandiera) | D     | Christian Rolnik        |
|    | Germania (bandiera) | D     | Frank Trompeter         |
|    | Germania (bandiera) | C     | Dirk Bakalorz           |
|    | Germania (bandiera) | C     | Jürgen Kaminsky         |

| N. |                     | Ruolo | Calciatore          |
| -- | ------------------- | ----- | ------------------- |
|    | Germania (bandiera) | C     | Wolfgang Katzmareck |
|    | Germania (bandiera) | C     | Ulrich Kempen       |
|    | Germania (bandiera) | C     | Reinhold Metzger    |
|    | Germania (bandiera) | C     | Dieter Suchanek     |
|    | Germania (bandiera) | C     | Heinz-Hermann Ufer  |
|    | Germania (bandiera) | A     | Ralf Bugla          |
|    | Germania (bandiera) | A     | Herbert Demange     |
|    | Germania (bandiera) | A     | Heinz-Josef Kehr    |
|    | Germania (bandiera) | A     | Thomas Lander       |
|    | Germania (bandiera) | A     | Dietmar Otto        |
|    | Germania (bandiera) | A     | Jürgen Wegmann      |

## Organigramma societario
Area tecnica
- Allenatore: Rolf Bock
- Allenatore in seconda:
- Preparatore dei portieri:
- Preparatori atletici:

## Calciomercato

### Sessione estiva
| Acquisti | Acquisti         | Acquisti                | Acquisti |
| R.       | Nome             | da                      | Modalità |
| -------- | ---------------- | ----------------------- | -------- |
| A        | Herbert Demange  | Homburg                 |          |
| D        | Helmut Gorka     | Preußen Münster         |          |
| A        | Heinz-Josef Kehr | Alemannia Aquisgrana    |          |
| D        | Rudi Müller      | Colonia                 |          |
| P        | Dirk Schomburg   | Sportfreunde Katernberg |          |
| D        | Frank Trompeter  | Bochum II               |          |

| Cessioni | Cessioni           | Cessioni            | Cessioni |
| R.       | Nome               | a                   | Modalità |
| -------- | ------------------ | ------------------- | -------- |
| A        | Gregor Grillemeier | Arminia Bielefeld   |          |
| D        | Matthias Herget    | Uerdingen 05        |          |
| D        | Ingo Pickenäcker   | Borussia M'gladbach |          |

### Sessione invernale
| Acquisti | Acquisti | Acquisti | Acquisti |
| R.       | Nome     | da       | Modalità |
| -------- | -------- | -------- | -------- |

| Cessioni | Cessioni | Cessioni | Cessioni |
| R.       | Nome     | a        | Modalità |
| -------- | -------- | -------- | -------- |

## Risultati

### 2. Bundesliga

#### Girone di andata
| Augusta 7 agosto 1982, ore 15:00 CEST 1ª giornata | Augusta | 0 – 0 referto | Rot-Weiss Essen | Rosenaustadion (6 000 spett.)\| Arbitro: \| Föckler \| |
| Arbitro:                                          | Föckler |               |                 |                                                        |

| Arbitro: | Kautschor |

|                         |           |              |
| Klinger 6’ Kaminsky 22’ | Marcatori | 65’ Balewski |

| Arbitro: | Walz |

|                            |           |  |
| Herget 23’ Puszamszies 67’ | Marcatori |  |

| Arbitro: | Glaw |

|  |           |             |
|  | Marcatori | 39’ Rombach |

| Arbitro: | Clajus |

|                                 |           |  |
| Dreher 35’, 56’ Merkle 76’, 79’ | Marcatori |  |

| Arbitro: | Uhlig |

|                         |           |                                        |
| Wegmann 47’ Demange 70’ | Marcatori | 22’ Lemke 53’ Werres 83’, 86’ Grabosch |

| Arbitro: | Werner |

|                               |           |  |
| Weir 16’ Traser 51’ Hampl 89’ | Marcatori |  |

| Essen 18 settembre 1982, ore 15:00 CEST 8ª giornata | Rot-Weiss Essen | 0 – 0 referto | Hannover 96 | Georg-Melches-Stadion (2 400 spett.)\| Arbitro: \| Bodmer \| |
| Arbitro:                                            | Bodmer          |               |             |                                                              |

| Arbitro: | Bruch |

|                                              |           |           |
| Mattern 21’ Salisch 51’ Cestonaro 90’ (rig.) | Marcatori | 40’ Gorka |

| Arbitro: | Gschwender |

|                                       |           |  |
| Kehr 36’, 45’ Wegmann 65’ Demange 86’ | Marcatori |  |

| Fürth 9 ottobre 1982 11ª giornata | Fürth   | 0 – 0 referto | Rot-Weiss Essen | Sportpark Ronhof (3 000 spett.)\| Arbitro: \| Hellwig \| |
| Arbitro:                          | Hellwig |               |                 |                                                          |

| Arbitro: | Kasperowski |

|                                     |           |  |
| Bakalorz 1’ Klinger 55’ Wegmann 82’ | Marcatori |  |

| Arbitro: | Dilg |

|                             |           |                       |
| Kehr 43’ Bregman 82’ (aut.) | Marcatori | 11’ Notthoff 84’ Heck |

| Arbitro: | Michel |

|                      |           |             |
| Bittner 8’ Funke 87’ | Marcatori | 86’ Wegmann |

| Arbitro: | Redelfs |

|  |           |          |
|  | Marcatori | 90’ Hein |

| Arbitro: | Mierswa |

|               |           |                       |
| Lenz 51’, 86’ | Marcatori | 37’, 61’, 72’ Wegmann |

| Arbitro: | Niebergall |

|                                                        |           |  |
| Gorka 8’ Demange 54’, 60’ Wegmann 73’ Gundersdorff 77’ | Marcatori |  |

| Arbitro: | Walz |

|                                       |           |  |
| Geinzer 15’ Bein 66’ Michelberger 70’ | Marcatori |  |

| Arbitro: | Kespohl |

|                                |           |                                        |
| Wegmann 61’ Richter 79’ (rig.) | Marcatori | 6’ Balzer 31’ Traband 35’, 42’ Álvarez |

#### Girone di ritorno
| Arbitro: | Diekert |

|                           |           |  |
| Müller 24’, 77’ Gorka 76’ | Marcatori |  |

| Arbitro: | Schütte |

|                                 |           |  |
| Balewski 45’ Fuchs 71’ Bals 85’ | Marcatori |  |

| Arbitro: | Eli |

|                                    |           |                    |
| Demange 13’, 46’ (rig.) Lander 75’ | Marcatori | 25’ (rig.) Feilzer |

| Aquisgrana 12 febbraio 1983, ore 15:00 CET 23ª giornata | Alemannia Aquisgrana | 0 – 0 referto | Rot-Weiss Essen | Stadio Tivoli (3 500 spett.)\| Arbitro: \| Engel \| |
| Arbitro:                                                | Engel                |               |                 |                                                     |

| Arbitro: | Horeis |

|             |           |  |
| Wegmann 19’ | Marcatori |  |

| Arbitro: | Ermer |

|                                  |           |                      |
| Grabosch 32’ Schatzschneider 82’ | Marcatori | 54’ Müller 73’ Bugla |

| Arbitro: | Hontheim |

|                                                              |           |              |
| Lander 5’, 58’ Kaminsky 8’ Kehr 45’ Wegmann 47’ Bakalorz 50’ | Marcatori | 24’ Nordgren |

| Arbitro: | Zimmermann |

|                                                     |           |  |
| Goll 30’ Hayduk 54’ Hartmann 56’ Surmann 83’ (rig.) | Marcatori |  |

| Arbitro: | Fleischer |

|                        |           |                             |
| Wegmann 39’ Müller 82’ | Marcatori | 27’ (rig.) Trapp 67’ Dohmen |

| Arbitro: | Clajus |

|                        |           |              |
| Kunkel 6’ Steubing 79’ | Marcatori | 83’ Bakalorz |

| Arbitro: | Gabor |

|             |           |            |
| Richter 57’ | Marcatori | 66’ Schaub |

| Arbitro: | Bodmer |

|            |           |             |
| Binder 34’ | Marcatori | 82’ Wegmann |

| Arbitro: | Kespohl |

|  |           |                     |
|  | Marcatori | 58’ Kehr 62’ Lander |

| Arbitro: | Brückner |

|  |           |           |
|  | Marcatori | 81’ Funke |

| Arbitro: | Niebergall |

|                           |           |             |
| Walter 8’, 16’ Bührer 54’ | Marcatori | 78’ Wegmann |

| Arbitro: | Meijerink |

|                                    |           |                    |
| Müller 42’ Richter 81’ Demange 84’ | Marcatori | 30’ (aut.) Richter |

| Arbitro: | Gschwender |

|             |           |  |
| Aguilar 49’ | Marcatori |  |

| Arbitro: | Redelfs |

|                                       |           |                       |
| Demange 31’ Wegmann 34’, 48’ Kehr 85’ | Marcatori | 86’, 89’ Michelberger |

| Arbitro: | Osmers |

|                                                |           |             |
| Görtz 31’ (rig.) Luy 67’ (rig.) Brauburger 73’ | Marcatori | 32’ Demange |

### Coppa di Germania
| Arbitro: | Barnick |

|             |           |                                    |
| Richter 89’ | Marcatori | 43’ Abramczik 44’, 79’ Burgsmüller |

## Statistiche

### Statistiche di squadra
| Competizione      | Punti | In casa | In casa | In casa | In casa | In casa | In casa | In trasferta | In trasferta | In trasferta | In trasferta | In trasferta | In trasferta | Totale | Totale | Totale | Totale | Totale | Totale | DR |
| Competizione      | Punti | G       | V       | N       | P       | Gf      | Gs      | G            | V            | N            | P            | Gf           | Gs           | G      | V      | N      | P      | Gf     | Gs     | DR |
| ----------------- | ----- | ------- | ------- | ------- | ------- | ------- | ------- | ------------ | ------------ | ------------ | ------------ | ------------ | ------------ | ------ | ------ | ------ | ------ | ------ | ------ | -- |
| 2. Bundesliga     | 33    | 19      | 10      | 4       | 5       | 43      | 22      | 19           | 2            | 5            | 12           | 13           | 38           | 38     | 12     | 9      | 17     | 56     | 60     | -4 |
| Coppa di Germania | -     | 1       | 0       | 0       | 1       | 1       | 3       | 0            | 0            | 0            | 0            | 0            | 0            | 1      | 0      | 0      | 1      | 1      | 3      | -2 |
| Totale            | 33    | 20      | 10      | 4       | 6       | 44      | 25      | 19           | 2            | 5            | 12           | 13           | 38           | 39     | 12     | 9      | 18     | 57     | 63     | -6 |

### Andamento in campionato
| Giornata  | 1  | 2 | 3  | 4  | 5  | 6  | 7  | 8  | 9  | 10 | 11 | 12 | 13 | 14 | 15 | 16 | 17 | 18 | 19 | 20 | 21 | 22 | 23 | 24 | 25 | 26 | 27 | 28 | 29 | 30 | 31 | 32 | 33 | 34 | 35 | 36 | 37 | 38 |
| --------- | -- | - | -- | -- | -- | -- | -- | -- | -- | -- | -- | -- | -- | -- | -- | -- | -- | -- | -- | -- | -- | -- | -- | -- | -- | -- | -- | -- | -- | -- | -- | -- | -- | -- | -- | -- | -- | -- |
| Luogo     | T  | C | T  | C  | T  | C  | T  | C  | T  | C  | T  | C  | C  | T  | C  | T  | C  | T  | C  | C  | T  | C  | T  | C  | T  | C  | T  | C  | T  | C  | T  | T  | C  | T  | C  | T  | C  | T  |
| Risultato | N  | V | P  | P  | P  | P  | P  | N  | P  | V  | N  | V  | N  | P  | P  | V  | V  | P  | P  | V  | P  | V  | N  | V  | N  | V  | P  | N  | P  | N  | N  | V  | P  | P  | V  | P  | V  | P  |
| Posizione | 10 | 4 | 11 | 13 | 16 | 18 | 19 | 19 | 19 | 19 | 18 | 17 | 16 | 17 | 17 | 16 | 14 | 15 | 16 | 14 | 16 | 15 | 15 | 14 | 13 | 12 | 13 | 12 | 13 | 14 | 15 | 14 | 15 | 15 | 13 | 15 | 13 | 14 |

Legenda:

Luogo: C = Casa; T = Trasferta. Risultato: V = Vittoria; N = Pareggio; P = Sconfitta.

### Statistiche dei giocatori
| Giocatore       | 2. Bundesliga | 2. Bundesliga | 2. Bundesliga | 2. Bundesliga | Coppa di Germania | Coppa di Germania | Coppa di Germania | Coppa di Germania | Totale   | Totale | Totale      | Totale     |
| Giocatore       | Presenze      | Reti          | Ammonizioni   | Espulsioni    | Presenze          | Reti              | Ammonizioni       | Espulsioni        | Presenze | Reti   | Ammonizioni | Espulsioni |
| --------------- | ------------- | ------------- | ------------- | ------------- | ----------------- | ----------------- | ----------------- | ----------------- | -------- | ------ | ----------- | ---------- |
| D. Bakalorz     | 22            | 3             | 1             | 0             | 1                 | 0                 | 0                 | 0                 | 23       | 3      | 1           | 0          |
| R. Bugla        | 18            | 1             | 1             | 0             | 0                 | 0                 | 0                 | 0                 | 18       | 1      | 1           | 0          |
| H. Demange      | 32            | 9             | 5             | 0             | 1                 | 0                 | 0                 | 0                 | 33       | 9      | 5           | 0          |
| H. Gorka        | 35            | 3             | 8             | 1             | 1                 | 0                 | 0                 | 0                 | 36       | 3      | 8           | 1          |
| K. Gundersdorff | 27            | 1             | 3             | 0             | 1                 | 0                 | 0                 | 0                 | 28       | 1      | 3           | 0          |
| C. Hallmann     | 37            | 0             | 0             | 0             | 1                 | 0                 | 0                 | 0                 | 38       | 0      | 0           | 0          |
| J. Kaminsky     | 27            | 2             | 4             | 0             | 1                 | 0                 | 0                 | 0                 | 28       | 2      | 4           | 0          |
| W. Katzmareck   | 11            | 0             | 2             | 0             | 0                 | 0                 | 0                 | 0                 | 11       | 0      | 2           | 0          |
| H. Kehr         | 21            | 6             | 4             | 1             | 0                 | 0                 | 0                 | 0                 | 21       | 6      | 4           | 1          |
| U. Kempen       | 2             | 0             | 0             | 0             | 0                 | 0                 | 0                 | 0                 | 2        | 0      | 0           | 0          |
| D. Klinger      | 29            | 2             | 6             | 0             | 1                 | 0                 | 0                 | 0                 | 30       | 2      | 6           | 0          |
| T. Lander       | 26            | 4             | 5             | 0             | 0                 | 0                 | 0                 | 0                 | 26       | 4      | 5           | 0          |
| R. Metzger      | 23            | 0             | 1             | 0             | 1                 | 0                 | 0                 | 0                 | 24       | 0      | 1           | 0          |
| R. Müller       | 19            | 5             | 1             | 0             | 0                 | 0                 | 0                 | 0                 | 19       | 5      | 1           | 0          |
| D. Otto         | 9             | 0             | 0             | 0             | 1                 | 0                 | 0                 | 0                 | 10       | 0      | 0           | 0          |
| D. Pusch        | 37            | 0             | 2             | 0             | 1                 | 0                 | 0                 | 0                 | 38       | 0      | 2           | 0          |
| K. Richter      | 34            | 3             | 2             | 0             | 1                 | 1                 | 0                 | 0                 | 35       | 4      | 2           | 0          |
| C. Rolnik       | 21            | 0             | 6             | 0             | 1                 | 0                 | 0                 | 0                 | 22       | 0      | 6           | 0          |
| D. Schomburg    | 1             | 0             | 0             | 0             | 0                 | 0                 | 0                 | 0                 | 1        | 0      | 0           | 0          |
| D. Suchanek     | 0             | 0             | 0             | 0             | 0                 | 0                 | 0                 | 0                 | 0        | 0      | 0           | 0          |
| F. Trompeter    | 3             | 0             | 0             | 0             | 0                 | 0                 | 0                 | 0                 | 3        | 0      | 0           | 0          |
| H. Ufer         | 14            | 0             | 0             | 0             | 0                 | 0                 | 0                 | 0                 | 14       | 0      | 0           | 0          |
| J. Wegmann      | 36            | 16            | 0             | 0             | 1                 | 0                 | 0                 | 0                 | 37       | 16     | 0           | 0          |